# 上報
《上報》（英語：Up Media）是一家臺灣的中文網路媒體，由「世代傳媒股份有限公司」旗下公司「上昇整合行銷」經營。其於2016年7月上線，常設性欄目包括焦點、評論、國際、生活和遊戲等。現任董事長為王健壯，現任社長為蔡慧貞，現任執行副總編輯為楊毅，目前編輯與採訪人員編制約為40人。

## 沿革
上報創辦人為民進黨籍、陳水扁執政期間的總統府秘書長馬永成，其於從政時就表現出對經營媒體的興趣。根據其於2016年6月2日接受TVBS的專訪所稱，其與王健壯和謝忠良有所交情，並在2016年初浮現了興辦《上報》的念頭。討論結果決定讓王健壯與謝忠良負責編務、馬永成負責社務、管理、行銷等編務以外的事務。針對與泛綠的關係，馬永成則回應自己他不懂編務、王健壯與謝忠良也不可能會讓他介入。
ETtoday新聞雲報導，《上報》由4位匿名企業家投資，資本額約新臺幣1.5億至2億元。關於出資者身份，2016年7月《周刊王》報導，寶得利集團董事長張雅琍（中國大陸居民赴臺灣旅遊相關產業「一條龍女王」）至少出資新臺幣2000萬元認股《上報》10%股份，愛稱馬永成「馬哥」，也與王健壯及謝忠良熟識。2017年《眾報》報導，持有《上報》最大股份達400萬股的「珀琍國際投資有限公司」，法人代表是張雅琍。
2016年6月27日，世代傳媒成立，總部位於臺北市中山區長安東路一段63之1號5樓，並於7月15日正式上線。首任總編輯為謝忠良、馬永成任副社長並總管公司經營。社長職務當時從缺。謝忠良同時帶著《風傳媒》前員工前往《上報》。
2017年中旬，世代傳媒成立上昇整合行銷有限公司經營《上報》，並新聘前《時報周刊》社長胡鴻仁為首任社長兼總經理。8月，《上報》宣佈與《世界報業辛迪加》合作開設「大家論壇」，翻譯該網站刊出的評論。
2018年初，世代傳媒轉由從事行銷策劃、活動執行、電子競技等事業，同時成立子公司「鍇睿行銷股份有限公司」（Carry Live Co., Ltd.）。2019年底，鍇睿行銷脫離世代傳媒。2020年，六都電競爭霸戰與亞洲電子競技公開賽（亞洲盃）分開舉辦。隨著主導亞洲盃的《上報》前員工顏宥騫發表聲明，顏宥騫與《上報》的糾紛也成為網路輿論的焦點。8月14日，《上報》發布聲明稿，回應與顏宥騫的糾紛已訴諸法律。聲明稿還指責顏的行徑，並說明顏曾提議引入外部人士投資鍇睿行銷，但世代傳媒出於持股因素，否決顏的提案。
在2018年中華民國直轄市長及縣市長選舉後，上報發表一系列社論「解析九合一大選後的台灣政治」，獲得2019年卓越新聞獎的新聞評論獎。
2020年，馬永成出於家庭理由，辭去上報職務。10月，董事長王健壯獲2020年卓越新聞獎的新聞志業特殊貢獻獎。
2022年9月3日，世代傳媒總部搬遷至新北市新店區寶橋路188號8樓（TOP科技大樓）；搬遷日期早在一個月前即已貼出橫幅式廣告告知讀者。
2024年，總編輯陳嘉宏撰寫的「給賴清德的520就職建言」系列入選卓越新聞獎的新聞評論獎。

## 相關活動
2016年，批踢踢實業坊（PTT）主辦、上報協辦電子競技賽事「第三屆PTT E-sport電競大賽」。
2017年起，轉由上報主辦六都電競爭霸戰PTT協辦，至2019年共舉辦三屆。。
2024年，主辦第八屆六都電競爭霸戰。